# Islands Davis Cup-lag
Islands Davis Cup-lag styrs av isländska tennisförbundet och representerar Island i tennisturneringen Davis Cup, tidigare International Lawn Tennis Challenge. Island debuterade i sammanhanget 1996. Laget slutade trea i Europa-Afrikazonens grupp III år 2000.